# Mediteranski konferencijski centar
Mediteranski konferencijski centar (MKC, mlt. Dar il-Mediterran għall-Konferenzi, engl. Mediterranean Conference Centre) je konferencijski centar u Valeti, glavnom gradu Malte. Zgrada je izgrađena kao bolnica u 16. veku od strane Hospitalaca, a bila je poznata kao Sacra Infermeria, odnosno Holy Infirmary (mlt. Il-Furmarija). Zgrada je bila poznata kao Grand Hôspital tokom francuske okupacije Malte. MKC je bila jedna od vodećih bolnica u Evropi do 18. veka, a ona je ostala u upotrebi do 1920. godine. Zgrada je imala kapacitet da zadrži od 500 do 2500 pacijenata.
Zgrada se sada koristi za više izložbi, međunarodnih konvencija i pozorišnih predstava. Zgrada je kapaciteta 1500 sedišta.
Zgrada Sacra Infermeria je prvobitno imala dva odeljenja sa centralnim dvorištem, ali je kasnije proširena da ima šest velikih odeljenja. Glavna sala je nekada bila najveća u Evropi, dužine 146 metara (480 stopa).
Takmičenje za Dečju pesmu Evrovizije 2016. biće održano u ovoj zgradi 20. novembra 2016.

## Spoljašnje veze
- Zvanični veb-sajt

Шаблон:Mesta održavanja Dečje pesme Evrovizije-lat